# December Bride

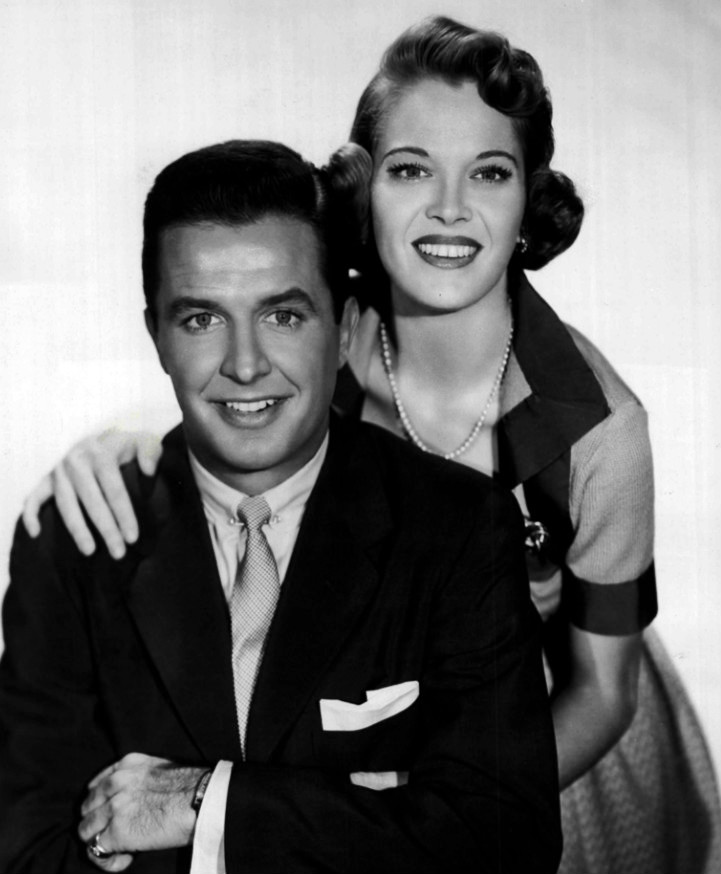
Dean Miller e Frances Rafferty nel ruolo di Ruth e Matt Henshaw.

December Bride è una serie televisiva statunitense in 157 episodi trasmessi per la prima volta nel corso di 5 stagioni dal 1954 al 1959.
È una sitcom basata su una serie radiofonica trasmessa da giugno 1952 a settembre 1953.

## Trama
Lily Ruskin è un'arzilla vedova che aspetta l'uomo giusto. Ad aiutarla nelle sue "ricerche" sono la figlia Ruth Henshaw, il genero Matt Henshaw e l'amica Hilda Crocker. Altro personaggio regolare è il vicino di casa, Pete Porter, che spesso si lamenta di sua moglie Gladys (personaggio mai visto nel corso della serie). I due saranno poi protagonisti dello spin-off Pete and Gladys (in cui Gladys è interpretata da Cara Williams). Il 26 marzo 1959 appare come guest star, nel ruolo di sé stesso, Rory Calhoun, star della serie western The Texan, nell'episodio Rory Calhoun, The Texan.

## Personaggi e interpreti

### Personaggi principali
- Lily Ruskin (156 episodi, 1954-1959), interpretata da Spring Byington.
- Ruth Henshaw (155 episodi, 1954-1959), interpretata da Frances Rafferty.
- Matt Henshaw (155 episodi, 1954-1959), interpretato da Dean Miller.
- Pete Porter (155 episodi, 1954-1959), interpretato da Harry Morgan.
- Hilda Crocker (155 episodi, 1954-1959), interpretata da Verna Felton.

### Personaggi secondari
- Bill Monahan (6 episodi, 1954-1958), interpretato da Lyle Talbot.
- Carpenter (5 episodi, 1954-1958), interpretato da Norman Leavitt.
- Miss Twilly (5 episodi, 1957-1959), interpretata da Isabel Randolph.
- Sarah Selkirk (4 episodi, 1954-1958), interpretata da Elvia Allman.
- Stanley (4 episodi, 1957-1959), interpretato da Dick Elliott.
- Florence (3 episodi, 1954-1959), interpretata da Nancy Kulp.
- Mr. Graves (3 episodi, 1954-1959), interpretato da Grandon Rhodes.
- Gibbons (3 episodi, 1954-1958), interpretato da Rolfe Sedan.
- Candy (3 episodi, 1955-1957), interpretato da Joi Lansing.
- Elsie (3 episodi, 1955-1957), interpretata da Almira Sessions.
- Madeline (3 episodi, 1955), interpretata da Gail Bonney.
- Tom Anderson (3 episodi, 1955), interpretato da Regis Toomey.
- Carl Manheim (3 episodi, 1956-1958), interpretato da Sándor Szabó.
- Indian Guide (3 episodi, 1956-1957), interpretato da Joseph Kearns.
- Smedley (3 episodi, 1956-1957), interpretato da Howard McNear.
- Marvin (3 episodi, 1956), interpretato da Arnold Stang.
- Jimmy (3 episodi, 1957), interpretato da Joel Grey.

## Produzione
La serie, ideata da Parke Levy, fu prodotta da Columbia Broadcasting System e Desilu Productions e girata nei Desilu Studios a Culver City in California. Le musiche furono composte da Eliot Daniel e Wilbur Hatch.

### Registi
Tra i registi sono accreditati:
- Jerry Thorpe in 16 episodi (1954-1957)
- Frederick de Cordova in 11 episodi (1957-1959)
- William Asher

### Sceneggiatori
Tra gli sceneggiatori sono accreditati:
- Lou Derman in 27 episodi (1954-1959)
- Parke Levy in 15 episodi (1954-1959)
- Bill Davenport in 11 episodi (1956-1959)
- Arthur Julian in 10 episodi (1957-1959)
- Phil Sharp in 2 episodi (1954)
- Ben Gershman in 2 episodi (1955)
- Ben Starr in 2 episodi (1955)
- Bob Schiller

## Distribuzione
La serie fu trasmessa negli Stati Uniti dal 4 ottobre 1954 al 7 maggio 1959 sulla rete televisiva CBS.

## Episodi
| Stagione         | Episodi | Prima TV USA |
| ---------------- | ------- | ------------ |
| Prima stagione   | 34      | 1954-1955    |
| Seconda stagione | 31      | 1955-1956    |
| Terza stagione   | 30      | 1956-1957    |
| Quarta stagione  | 31      | 1957-1958    |
| Quinta stagione  | 31      | 1958-1959    |